# World Rugby Nations Cup 2016
La World Rugby Nations Cup 2016 fu l'11ª edizione della Nations Cup, competizione internazionale organizzata da World Rugby al fine di favorire la crescita delle federazioni di secondo livello tramite l'incontro con le nazionali "A" di quelle di primo livello.
Si svolse tra il 9 e il 18 giugno 2016 a Bucarest fra quattro squadre nazionali maggiori e due nazionali A, quelle di Argentina e Italia.
Fu l'ultima partecipazione della Romania, federazione che aveva ospitato anche le nove precedenti edizioni, vincitrice del torneo per la seconda volta consecutiva e quarta assoluta, che uscì dalla Nations Cup dopo che la propria nazionale maggiore fu inserita da World Rugby nel ciclo dei tour internazionali.
Fu l'Uruguay a ospitare l'edizione successiva.
In tale torneo furono adottate anche le regole sperimentali di punteggio in campo, varate per le competizioni minori della stagione 2015-16, ma successivamente abbandonate: secondo tali regole alla meta furono assegnati 6 punti, mentre calci piazzati e drop ricevettero 2 punti come la trasformazione; la meta tecnica si intese implicitamente trasformata e premiata con 8 punti.

## Formula
Il calendario divise le sei squadre in due gruppi di merito ma all'interno di ogni gruppo le squadre non si sarebbero incontrate tra di loro; ogni squadra, infatti, avrebbe dovuto disputare tre incontri, uno ciascuno contro le tre squadre del gruppo al quale non apparteneva.
La classifica finale sarebbe stata aggregata tra tutte e sei le squadre e la migliore sarebbe stata la vincitrice.
Il punteggio adottato fu quello dell'emisfero sud, quindi 4 punti per la vittoria, 2 per il pareggio, 0 per la sconfitta più gli eventuali bonus per quattro mete realizzate e/o la sconfitta con sette o meno punti di scarto.

## Squadre partecipanti

### Gruppo A
- Argentina A (Argentina XV)
- Namibia
- Uruguay

### Gruppo B
- Italia Emergenti
- Romania
- Spagna

## Risultati

### 1ª giornata
| Arbitro: | Vlad Iordăchescu |

|                                                                              |    |              |
| Portillo 40’ Ezcurra 45’ Ascárate 49’ Cappiello 59’ Paz 60’ Díaz Bonilla 64’ | mt | 79’ Marrón   |
| Mercerat 45’, 59’, 60’, 64’                                                  | tr | 79’ Aubanell |

| Arbitro: | Damián Schneider |

|                                 |      |                                   |
| Magno 57’ Arata 61’ Freitas 70’ | mt   | 9’ Menon 29’ Lucchin 41’ Conforti |
| Martínez 57’, 61’, 70’          | tr   | 9’, 29’, 41’ Azzolini             |
|                                 | c.p. | 66’ Azzolini                      |

| Arbitro: | Lloyd Linton |

|            |      |                         |
| Uanivi 78’ | mt   | 23’ tecnica 38’ Dumitru |
| Kotzé 78’  | tr   |                         |
|            | c.p. | 2’, 8’, 68’ Vlaicu      |

### 2ª giornata
| Arbitro: | Vlad Iordăchescu |

|                                                      |    |                                                                |
| Paz 7’, 29’ Tuculet 23’ Díaz Bonilla 38’ tecnica 75’ | mt | 15’ Giammarioli 45’ Menniti Ippolito 51’ Daniele 71’ Di Giulio |
| Díaz Bonilla 7’, 23’, 29’, 38’                       | tr | 15’, 45’, 51’ Azzolini                                         |

| Arbitro: | Shota Tevzadze |

|                                             |      |                                                    |
| Greyling 8’ Venter 57’ Kotzé 62’ v. Wyk 79’ | mt   | 12’ del Valle 25’ tecnica 41’ Munilla 75’ Aubanell |
| Kotzé 8’, 57’, 62’, 79’                     | tr   | 12’, 41’, 75’ Aubanell                             |
| Kotzé 71’                                   | c.p. |                                                    |

| Arbitro: | Damián Schneider |

|  |      |                                                      |
|  | mt   | 5’, 69’ Turașvili 20’ Shennan 62’ Lazăr 74’ Strătilă |
|  | tr   | 5’, 20’ Vlaicu 74’ Bratu                             |
|  | c.p. | 10’, 37’ Vlaicu                                      |

### 3ª giornata
| Arbitro: | Vlad Iordăchescu |

|                          |    |  |
| Gaminara 49’ tecnica 74’ | mt |  |
| Secco 49’                | tr |  |

| Arbitro: | Damián Schneider |

|                                                     |      |                                      |
| Lotter 37’ Wilson 43’, 79’ du Plessis 66’ Tromp 77’ | mt   | 21’ Bronzini 40’ Conforti 53’ Bettin |
| Kotzé 37’, 43’, 66’, 79’                            | tr   | 21’, 53’ Pescetto                    |
|                                                     | c.p. | 13’, 31’ Pescetto                    |

| Arbitro: | Shota Tevzadze |

|                  |      |                     |
| Brarda 68’       | mt   | 34’ Rădoi 54’ Fercu |
| Díaz Bonilla 68’ | tr   | 34’, 54’ Vlaicu     |
|                  | c.p. | 40’, 63’ Vlaicu     |

## Classifica combinata
|   | Squadre          | G | V | N | P | PF | PS  | P±  | B | PT |
| - | ---------------- | - | - | - | - | -- | --- | --- | - | -- |
| B | Romania          | 3 | 3 | 0 | 0 | 80 | 16  | +64 | 1 | 13 |
| A | Argentina A      | 3 | 2 | 0 | 1 | 92 | 58  | +34 | 2 | 10 |
| A | Namibia          | 3 | 2 | 0 | 1 | 80 | 78  | +2  | 2 | 10 |
| B | Italia Emergenti | 3 | 1 | 0 | 2 | 82 | 102 | -20 | 1 | 5  |
| A | Uruguay          | 3 | 1 | 0 | 2 | 40 | 66  | -26 | 1 | 5  |
| B | Spagna           | 3 | 0 | 0 | 3 | 40 | 94  | -54 | 2 | 2  |